# Agrostis wildtii
Agrostis wildtii é uma espécie de gramínea do gênero Agrostis, pertencente à família Poaceae.